# عالم الدلافين (أكادير)
عالم الدلافين هي حديقة مخصصة لإقامة عروض خاصة بالدلافين وأسد البحر، وهي الأولى والوحيدة في المغرب التي تقدم عروضاً للدلافين. وتقع في كورنيش حي أنزا بشمال مدينة أكادير في الطريق المؤدية إلى تغازوت.
يُعتبر عالم الدلافين من بين أهم الأماكن السياحية التي يقوم بزيارتها السياح عند قدومهم لمدينة أكادير، والتي تضم أيضاً حديقة للتماسيح بمنطقة الدراركة في مدخل أكادير من جهة الطريق السيار مراكش، وحديقة للطيور في وسط مدينة أكادير قرب الكورنيش.
تكون العروض متوفرة أربعة أيام في الأسبوع وهي الخميس والجمعة والسبت والأحد، ويتم إغلاق عالم الدلافين خلال أيام الإثنين والثلاثاء والأربعاء، لراحة الدلافين ومدربيهم، ويتم تقديم عرضين إثنين خلال يومي السبت والأحد، يكون العرض الأول صباحاً في الساعة 11:00 والعرض الثاني يكون مساءً في الساعة 17:00. أما أيام الخميس والجمعة فيتم تقديم عرض واحد فقط في اليوم ويكون مساءً في الساعة 17:00. ويتيح عالم الدلافين فرضة مشاهدة عروض مقدمة من الدلافين وأسد البحر لمدة تتراوح ما بين ساعة وساعتين، ويتم تقديمها من طرف متخصصين في هذا المجال.

## تاريخ
تم تدشين عالم الدلافين في سنة 2018، ليكون كأول مشروع من هذا النوع في المغرب وشمال إفريقيا. وقد تم إنجاز هذا المشروع على مساحة إجمالية تصل إلى 15 ألف متر مربع، ويتكون من حوض لسباحة الدلافين وتقديم عروضها، ومدرجات خاصة بالزوار لمتابعة العروض تتسع ل 620 زائر، ومرافق صحية، ومطعم.

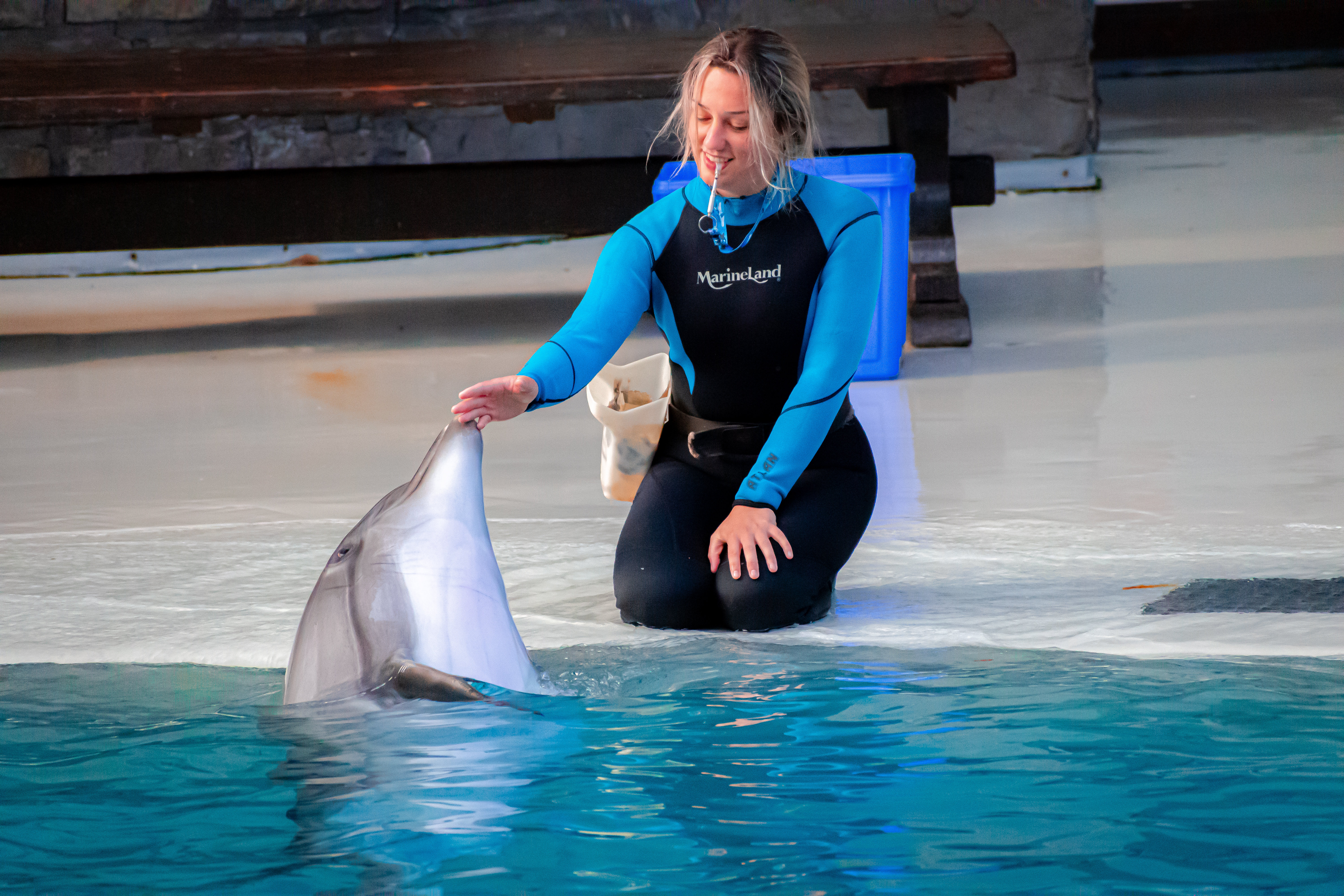
دلفين يقدم عرضاً

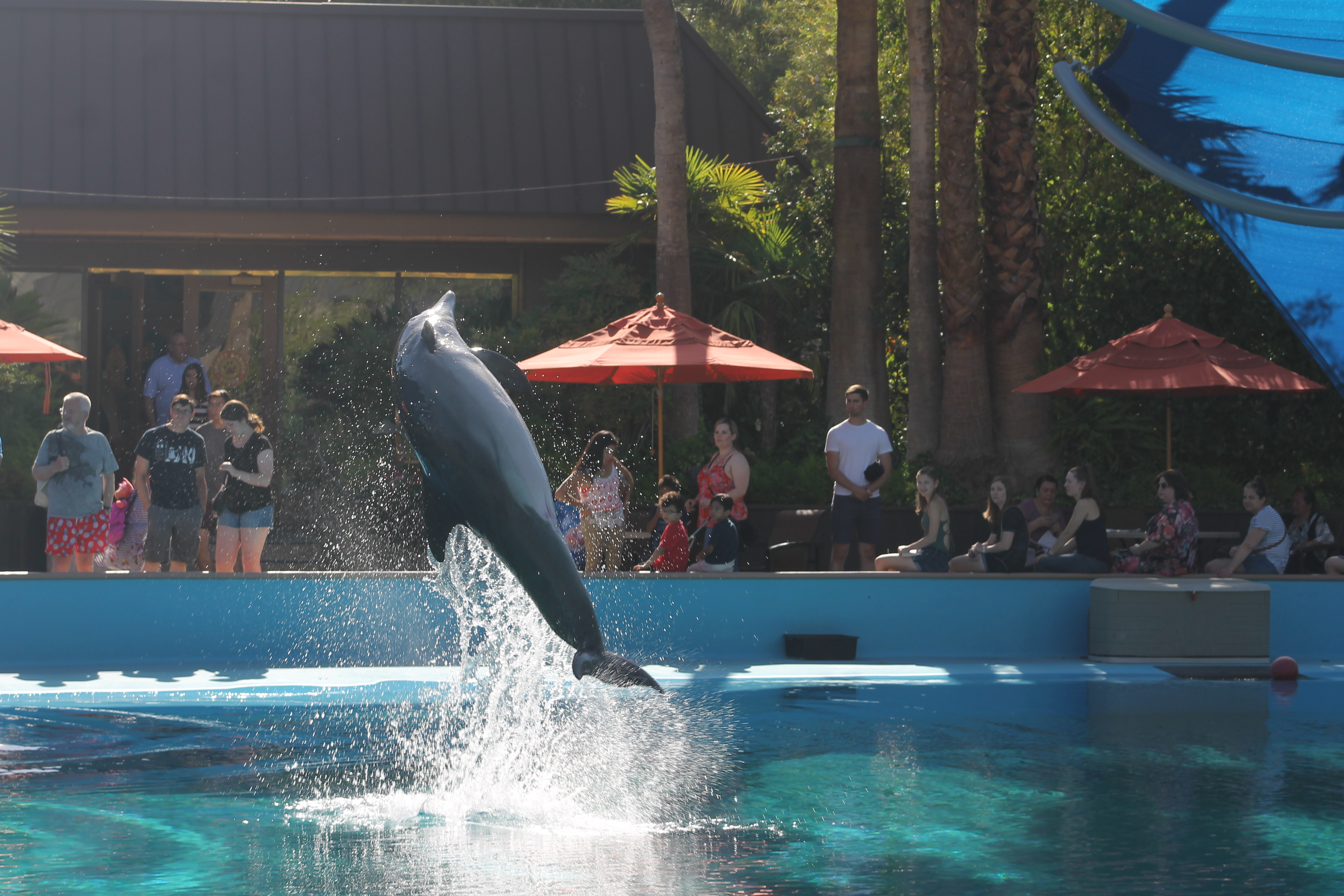
دلفين يقدم عرضاً

## الأنشطة
تتنوع الأنشطة التي تجري داخل عالم الدلافين، وأهمها هو:
- مشاهدة عروض خاصة بالدلافين وأسد البحر
- إمكانية غوص الزوار مع الدلافين تحت الماء
- إمكانية سباحة الزوار مع الدلافين والتقاط صور تذكارية معها

## الأسعار
تنقسم أسعار تذاكر عالم الدلافين إلى عدة فئات، وتشمل تذاكر خاصة بالصغار 140 درهم، والكبار 170 درهم، وتوجد تذاكر أخرى خاصة بالعائلات (2 كبار+ 2 صغار بـ 470 درهم)، والطلاب 150 درهم. كما توجد أسعار أخرى تفضيلية لفائدة المجموعات والجمعيات ووكالات الأسفار السياحية.

## النقل
للسياح الراغبين بالوصول إلى عالم الدلافين ولا يتوفرون على وسيلة نقل، فيوجد عدة اختيارات للوصول، إما عبر سيارات الأجرة الكبيرة والتي تنطلق من محطة الباطوار في مدينة أكادير، أو عبر حافلات ألزا للنقل الحضري التي تنطلق من محطة الباطوار (بالنسبة للحافلات المتوجهة إلى تغازوت والتامري)، أو من محطة سوق الأحد (بالنسبة للحافلات المتوجهة إلى أنزا تدارت وأورير).